# Charlotte von Kalb

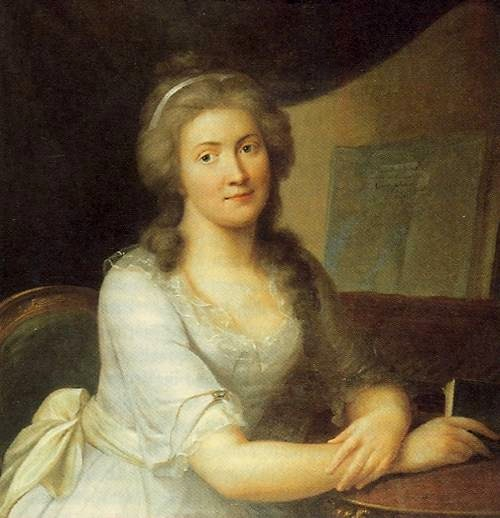
Charlotte von Kalb, gemalt von Johann Heinrich Schmidt, 1785

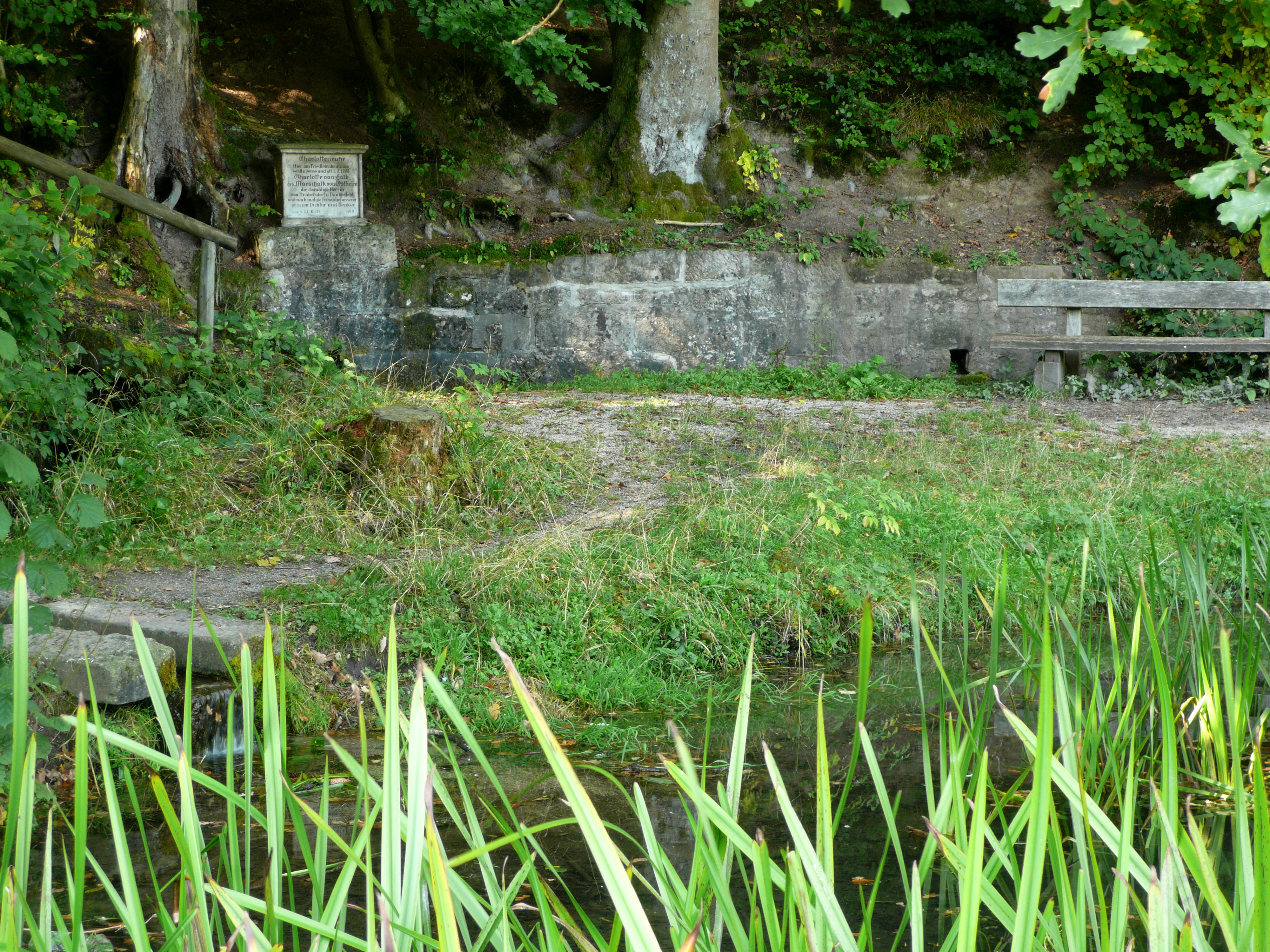
Nach Charlotte von Kalb benannte Stelle im Steigerwald bei Dankenfeld, an der sie sich oft aufgehalten haben soll

Charlotte Sophie Juliane von Kalb, geb. Freiin Marschalk von Ostheim, (* 25. Juli 1761 in Waltershausen im Grabfeld; † 12. Mai 1843 in Berlin) war eine deutsche Schriftstellerin.

## Leben
Charlotte von Kalb war mit den Dichtern Schiller, Goethe, Hölderlin und Jean Paul befreundet oder bekannt.
1783 wurde sie mit Heinrich von Kalb vermählt, einem Offizier im französischen deutschen Fremdenregiment Pfalz-Zweibrücken, den sie aber nicht liebte. 1784 lernte sie in Mannheim Friedrich Schiller kennen. Als dieser 1785 Mannheim verlassen musste, hatte sich das Verhältnis der beiden bereits zu einer leidenschaftlichen Beziehung entwickelt. 1787 wurde in Weimar sogar eine eheliche Verbindung erwogen, nachdem Schiller ihretwegen von Dresden dorthin gezogen war. 1793/94 wurde Hölderlin durch Schillers Vermittlung Hauslehrer für ihren Sohn in Waltershausen. Danach verehrte sie Jean Paul, der in seinem Roman Titan die Figur Linda de Romeiro nach ihr gestaltete.
1804 verlor Charlotte von Kalb ihr ganzes Vermögen, 1806 erschoss sich ihr Ehemann, später auch ihr ältester Sohn. Auch ihr jüngster Sohn überlebte sie nicht, sondern nur ihre Tochter Edda (1790–1874). Ab 1820 lebte Charlotte von Kalb ganz erblindet im königlichen Berliner Schloss.

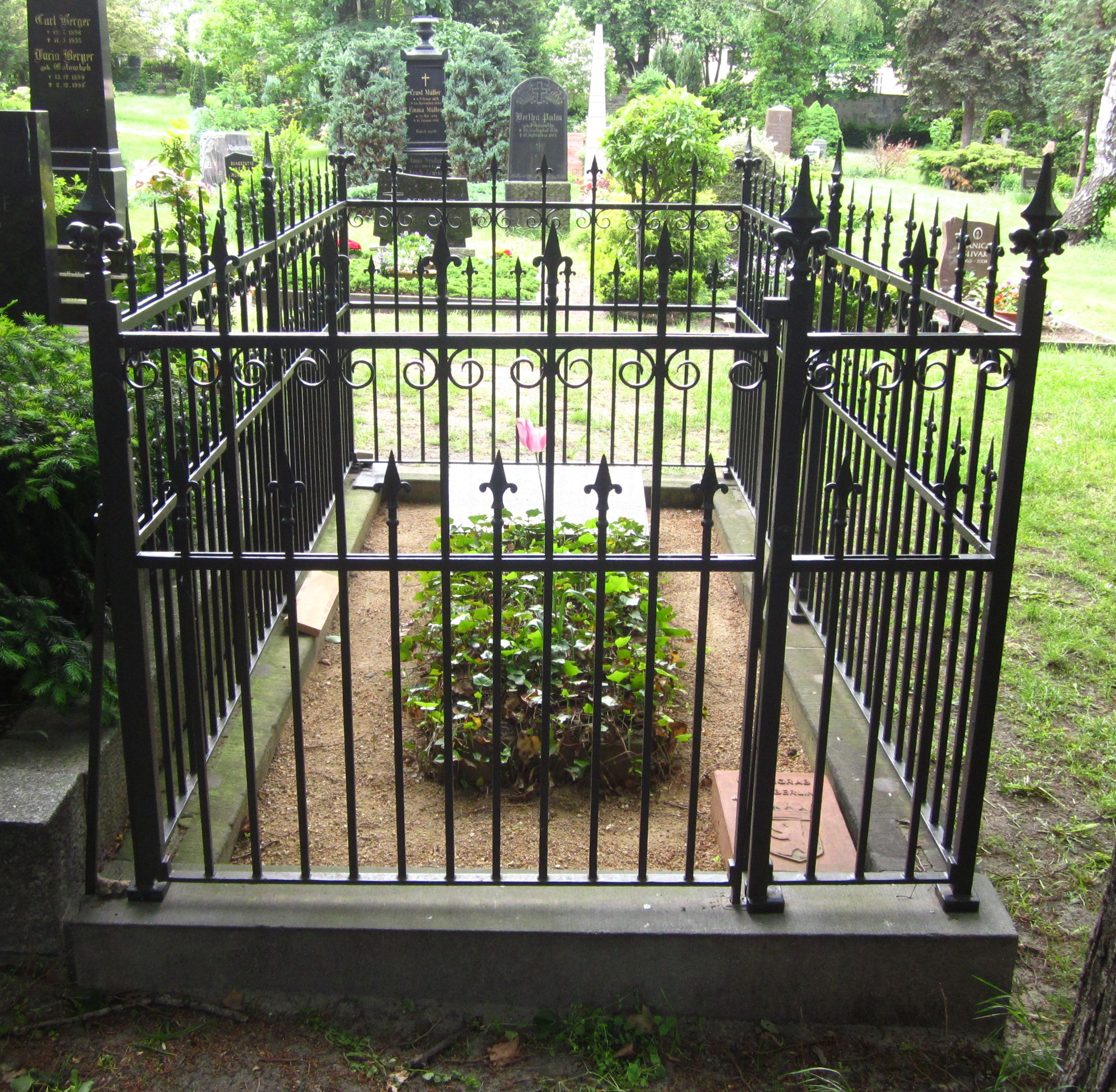
Grab von Charlotte von Kalb

Ihre Grabinschrift auf dem Berliner Dreifaltigkeitskirchhof II an der Bergmannstraße lautet:
Ich war auch ein Mensch, sagt der Staub!
Ich bin auch ein Geist, sagt das All!
Das Ehrengrab des Landes Berlin befindet sich im Feld B. Die Grabsteininschrift wurde im Jahre 2011 unter anderem mit privaten Spendenmitteln wieder lesbar gemacht.
Charlotte von Kalb hat zu Lebzeiten fast nichts veröffentlicht. Ihre in Berlin diktierten Erinnerungen wurden nach ihrem Tod zunächst nach dem Manuskript unter dem Titel Charlotte veröffentlicht, jedoch 1879 von Emil Palleske neu herausgegeben, um u. a. „sinnentstellende Druckfehler“ zu beseitigen. Ihre Tochter veröffentlichte weitere Dichtungen und den Roman Cornelia (1851), der viel Persönliches enthält. 1882 erschienen ihre Briefe an Jean Paul und seine Gattin.
Johann Friedrich August Tischbein und der Darmstädter Hofmaler Johann Heinrich Schmidt haben sie gemalt.